# Chetnim de bacalhau
Chetnim de bacalhau (ou também chutney de bacalhau) é um prato típico da culinária indo-portuguesa de Goa, Damão e Diu, outrora pertencentes ao Estado Português da Índia. Ao contrário de um chetnim normal, o chetnim de bacalhau não é apenas um acompanhamento, mas sim um prato principal, tendo sido o chetnim adoptado e adaptado pelos portugueses. É também considerado um prato macaense popular em Macau, fazendo parte da cultura gastronómica local.
É confeccionado com bacalhau salgado, tal como nas receitas tradicionais de Portugal. Entre os restantes ingredientes, contam-se banha, cebola, açafrão, pimenta-do-reino, leite de coco e malaguetas. O bacalhau deve ser demolhado de véspera. É cortado em tiras e vai ao forno durante 10 minutos, para que seque. Com a cebola e os temperos, é feito um refogado. O bacalhau é adicionado mais tarde, assim como o leite de coco. Em seguida, deixa-se apurar até secar, juntando-se as malaguetas no fim. É servido quente, acompanhado com arroz branco.